# 阿卜杜拉·本·亚辛
阿卜杜拉·本·亚辛（阿拉伯语：عبد الله بن ياسين الجزولي التامنراتي；？—1059年7月7日），11世纪摩洛哥神学家。
1046年至1056年，阿卜杜拉和拉姆图纳部落的酋长叶海亚·本·奥马尔·拉姆图尼联合，致力于传播正统伊斯兰教教义，发动部落战争。其建立的部落军事联盟是后来穆拉比特王朝的雏形。

## 生平
阿卜杜拉来自摩洛哥南部苏斯地区的柏柏尔部落桑哈贾，是伊斯兰教马立克派的神学家。他来自加祖拉部落，名字中的父名“亚辛”实际上是古兰经中雅辛章的标题，可能是因为阿卜杜拉并非生来的穆斯林，而是后天皈依，更改父名代表抛弃家族传统。早年师从学者瓦加格·本·扎卢·拉姆蒂，在其驻地的达尔穆拉比特城堡（Dar al-Murabitin，意为“城堡战士之家”）中研学，位于今摩洛哥提兹尼特附近。1046年，戈达拉（Godala）部落的酋长叶海亚·本·易卜拉欣造访瓦加格的驻地，希望能在阿德拉地区（今毛里塔尼亚）的柏柏尔部落中间传播伊斯兰教，瓦加格将此任务交给阿卜杜拉。
当时的柏柏尔部落仍然保留许多违反伊斯兰教义的传统信仰，而阿卜杜拉致力于宣传正统的伊斯兰教教义。之后戈达拉部落发动叛乱，阿卜杜拉被迫流亡，并和拉姆图纳部落的酋长叶海亚·本·奥马尔联合，最终镇压了叛乱。镇压叛乱之后的阿卜杜拉同时得到了拉姆图纳、马苏法和戈达拉三个部落的支持，他成为三个部落的宗教领袖；叶海亚·本·奥马尔则负责率军作战。此部落联盟史称“穆拉比特联盟”，是为穆拉比特王朝之开端。1054年，他们征服了马格拉瓦部落统治的西吉尔马萨。
阿卜杜拉命令其追随部落严格遵守教规，戒除饮酒和音乐，他还废止了不合教法的税赋，并规定将战利品的五分之一划分给教士。此类激进政策很快在1055年导致叛乱。1056年，叶海亚酋长被反叛的戈达拉部落民杀害。叶海亚的兄弟阿布-贝克尔·本·奥马尔继任。阿布-贝克尔将西吉尔马萨城付之一炬，但未能制服戈达拉部落。1058年，阿布-贝克尔率军占领苏斯地区。
1059年，阿卜杜拉在征服巴尔加瓦塔部落的战争中阵亡，他的继任者苏莱曼·本·哈杜（Sulaiman ibn Haddu）也很快丧命，后继无人。他的事业由阿布-贝克尔继承。其陵寝在今拉巴特以南33公里一带。

## 延伸阅读
- Norris, H.T.  1971. New evidence on the life of ‘Abdullah B. Yasin and the origins of the Almoravid movement. The Journal of African History, Vol. 12, No. 2 (1971), pp. 255–268.

| 前任： 创立者 | 穆拉比特王朝 （先后和叶海亚·本·易卜拉欣、叶海亚·本·奥马尔、阿布-贝克尔·本·奥马尔联合） 1040–1059 | 繼任： 阿布-贝克尔·本·奥马尔 |